# VM i curling 2010 (kvinder)
| Samlet rangering | Samlet rangering |
| ---------------- | ---------------- |
| Guld             | Tyskland         |
| Sølv             | Skotland         |
| Bronze           | Canada           |
| 4.               | Sverige          |
| 5.               | USA              |
| 6.               | Danmark          |
| 7.               | Kina             |
| 8.               | Rusland          |
| 9.               | Norge            |
| 10.              | Schweiz          |
| 11.              | Japan            |
| 12.              | Letland          |

Verdensmesterskabet i curling 2010 for kvinder var det 32. VM i curling for kvinder gennem tiden. Mesterskabet blev arrangeret af World Curling Federation og afviklet i arenaen Credit Union i-plex i Swift Current, Saskatchewan, Canada i perioden 20. – 28. marts 2010. Den canadiske provins Saskatchewan var VM-vært for anden gang – første gang var i 1983, hvor mesterskabet blev spillet i Moose Jaw og Schweiz vandt VM-titlen.
De tolv deltagende hold spillede først alle-mod-alle (round robin-kampe), hvilket gav elleve kampe til hvert hold. De fire bedste hold efter round robin-kampene gik videre til slutspillet om medaljer, der blev afgjort som et Page playoff med bronzekamp.
Mesterskabet blev vundet af Tysklands europamestre med Andrea Schöpp i spidsen. I finalen besejrede tyskerne Skotland med 8-6 efter en ekstra ende. 45-årige Andrea Schöpp blev dermed den ældste skipper, der havde vundet VM-guld indtil da, og den blot 17-årige tyske "lead", Stella Heiss, blev samtidig den yngste verdensmester indtil da. Og hvis skotterne havde vundet, var Eve Muirhead blevet den yngste VM-vindende skipper gennem tiden.
Det vat Tysklands anden VM-titel gennem tiden. Den første blev vundet 22 år tidligere, ved VM i 1988, hvor Andrea Schöpp ligeledes var holdets kaptajn. Schöpp spillede i øvrigt sit 17. VM, og hun manglede dermed kun at deltage i endnu ét VM for at tangere Dordi Nordbys rekord for flest VM-deltagelser.
Bronzemedaljerne gik til værtslandet Canada, hvis hold med Jennifer Jones som skipper besejrede Sverige i brozekampen med 9-6.
Danmark blev repræsenteret af Angelina Jensens hold fra Tårnby Curling Club, som udover skipperen bestod af Madeleine Dupont, Denise Dupont, Camilla Jensen og reserven Ivana Bratic. Danskerne opnåede seks sejre og fem nederlag i grundspillet, og holdet sluttede dermed på sjettepladsen.

## Hold
Mesterskabet havde deltagelse af 12 hold: Otte fra Europa, to fra Panamerika og to fra Asien/Oceanien. I Europa fungerede EM 2009 som kvalifikation, mens Stillehavsmesterskabet 2009 var den asiatisk/oceaniske kvalifikation. Fra Panamerika var Canada automatisk kvalificeret som værtsland, og derudover var USA eneste tilmeldte hold. Følgende hold kvalificerede sig til slutrunden:
| Europa   | Europa   | Panamerika | Asien og Oceanien |
| Tyskland | Sverige  | Canada     | Kina              |
| Schweiz  | Skotland | USA        | Japan             |
| Danmark  | Norge    |            |                   |
| Rusland  | Letland  |            |                   |

### Spillere
| Region                 | Land     | 4                     | 3                 | 2                 | 1                     | Reserve               |
| ---------------------- | -------- | --------------------- | ----------------- | ----------------- | --------------------- | --------------------- |
| Europa                 | Tyskland | Andrea Schöpp •       | Melanie Robillard | Monika Wagner     | Stella Heis           | Corrina Scholz        |
| Europa                 | Schweiz  | Binia Feltscher •     | Corinne Bourquin  | Heike Schwaller   | S. Ramstein-Attinger  | Marisa Winkelhausen   |
| Europa                 | Danmark  | Madeleine Dupont      | Denise Dupont     | Angelina Jensen • | Camilla Jensen        | Ivana Bratic          |
| Europa                 | Rusland  | Ludmila Privivkova •  | Anna Sidorova     | Nkeiruka Ezekh    | Ekaterina Galkina     | Margarita Fomina      |
| Europa                 | Sverige  | Cecilia Östlund •     | Sara Carlsson     | Anna Domeij       | Liselotta Lennartsson | Sabrina Kraupp        |
| Europa                 | Skotland | Eve Muirhead •        | Kelly Wood        | Lorna Vevers      | Anne Laird            | Sarah Reid            |
| Europa                 | Norge    | Linn Githmark •       | Henriette Løvar   | Ingrid Stensrud   | Kristin Skaslien      | Kristin T. Løvseth    |
| Europa                 | Letland  | Iveta Stasa-Sarsune • | Una Grava-Germane | Ieva Krusta       | Zanda Bikse           | Dace Munca            |
| Amerika                | Canada   | Jennifer Jones •      | Cathy Clapham     | Jill Officer      | Dawn Askin            | Jennifer Clark-Rouire |
| Amerika                | USA      | Erika Brown •         | Nina Spatola      | Ann Swisshelm     | Laura Hallisey        | Jessica Schultz       |
| Asien og Oceanien      | Kina     | Bingyu Wang •         | Yin Liu           | Qingshaung Yue    | Yan Zhou              | Xindi Zhang           |
| Asien og Oceanien      | Japan    | Moe Meguro •          | Anna Ohmiya       | Mari Motohashi    | Kotomi Ishizaki       | Mayo Yamaura          |
| • Holdkaptajn/skipper. |          |                       |                   |                   |                       |                       |

## Resultater

### Grundspil
De 12 hold spillede en enkeltturnering alle-mod-alle, hvilket gav 11 kampe til hvert hold. De to bedste hold i grundspillet gik videre til playoff 1/2, mens nr. 3 og 4 gik videre til playoff 3/4.
| Dato                         | Tid   | Bane A             | Bane A | Bane B             | Bane B | Bane C              | Bane C | Bane D             | Bane D |
| ---------------------------- | ----- | ------------------ | ------ | ------------------ | ------ | ------------------- | ------ | ------------------ | ------ |
| 20.3.                        | 14:00 | Kina - Tyskland    | 6-8    | Rusland - USA      | 6-8    | Japan - Letland     | 7-4    | Skotland - Danmark | 9-4    |
| 20.3.                        | 19:00 | Letland - Rusland  | 2-4    | Canada - Sverige   | 9-6    | Norge - Schweiz     | 7-6    | Japan - USA        | 03-10  |
| 21.3.                        | 08:30 |                    |        | Danmark – Kina     | 8-3    | Skotland – Tyskland | 6-9    |                    |        |
| 21.3.                        | 13:30 | Sverige – Norge    | 9-5    | USA – Letland      | 6-7    | Rusland – Japan     | 7-6    | Canada – Schweiz   | 6-4    |
| 21.3.                        | 19:00 | Tyskland – Danmark | 03-10  | Norge – Canada     | 3-8    | Schweiz – Sverige   | 6-7    | Kina – Skotland    | 04-14  |
| 22.3.                        | 08:30 | Skotland – Japan   | 11-20  | Danmark – Rusland  | 04-10  | Kina – Letland      | 8-2    | Tyskland – USA     | 08-12  |
| 22.3.                        | 13:30 | Rusland – Schweiz  | 6-7    | Japan – Sverige    | 5-8    | USA – Norge         | 8-7    | Letland – Canada   | 06-12  |
| 22.3.                        | 19:30 | Canada – Kina      | 10-90  | Norge – Tyskland   | 04-10  | Sverige – Skotland  | 3-7    | Schweiz – Danmark  | 3-8    |
| 23.3.                        | 08:30 | Sverige – Tyskland | 2-9    | Schweiz – Kina     | 5-6    | Canada – Danmark    | 9-6    | Norge – Skotland   | 3-7    |
| 23.3.                        | 13:30 | Danmark – USA      | 5-6    | Skotland – Letland | 10-10  | Tyskland – Rusland  | 4-7    | Kina – Japan       | 11-60  |
| 23.3.                        | 19:30 | Letland – Norge    | 02-11  | USA – Canada       | 4-6    | Japan – Schweiz     | 4-7    | Rusland – Sverige  | 03-10  |
| 24.3.                        | 08:30 | Japan – Canada     | 02-10  | Rusland – Norge    | 3-4    | Letland – Sverige   | 4-7    | USA – Schweiz      | 9-7    |
| 24.3.                        | 13:30 | Schweiz – Skotland | 7-9    | Sverige – Danmark  | 10-90  | Norge – Kina        | 7-8    | Canada – Tyskland  | 7-8    |
| 24.3.                        | 19:30 | Kina – Rusland     | 9-7    | Tyskland – Japan   | 7-5    | Skotland – USA      | 7-4    | Danmark – Letland  | 13-10  |
| 25.3.                        | 08:30 | USA – Sverige      | 5-9    | Letland – Schweiz  | 6-9    | Rusland – Canada    | 4-7    | Japan – Norge      | 6-5    |
| 25.3.                        | 13:30 | Tyskland – Letland | 4-2    | Kina – USA         | 5-9    | Danmark – Japan     | 8-7    | Skotland – Rusland | 5-9    |
| 25.3.                        | 19:30 | Norge – Danmark    | 7-9    | Canada – Skotland  | 8-5    | Schweiz – Tyskland  | 2-8    | Sverige – Kina     | 4-9    |
| Tie-breaker om fjerdepladsen |       |                    |        |                    |        |                     |        |                    |        |
| 26.3.                        | 13:30 | Sverige – USA      | 11-80  |                    |        |                     |        |                    |        |

| Plac. | Hold     | Vundne | Tabte |
| ----- | -------- | ------ | ----- |
| 1.    | Canada   | 10     | 1     |
| 2.    | Tyskland | 8      | 3     |
| 3.    | Skotland | 8      | 3     |
| 4.    | Sverige  | 7      | 4     |
| 5.    | USA      | 7      | 4     |
| 6.    | Danmark  | 6      | 5     |
| 7.    | Kina     | 6      | 5     |
| 8.    | Rusland  | 5      | 6     |
| 9.    | Norge    | 3      | 8     |
| 10.   | Schweiz  | 3      | 8     |
| 11.   | Japan    | 2      | 9     |
| 12.   | Letland  | 1      | 10    |

### Slutspil
De fire bedste hold fra grundspillet spillede i slutspillet om medaljer, der blev afviklet som et Page playoff med bronzekamp.
|  | Playoff 1/2 | Playoff 1/2 | Playoff 1/2 |            |            | Semifinale | Semifinale | Semifinale |          |    | Finale | Finale   | Finale |
|  |             |             |             |            |            |            |            |            |          |    |        |          |        |
|  | 1           | Canada      | 3           |            |            |            |            |            |          |    | 2      | Tyskland | 8      |
|  | 2           | Tyskland    | 6           |            |            |            |            |            |          |    | 3      | Skotland | 6      |
|  |             |             |             |            |            | 1          | Canada     | 4          |          |    |        |          |        |
|  | Playoff 3/4 | Playoff 3/4 | Playoff 3/4 | Bronzekamp | Bronzekamp | Bronzekamp | Canada     | 4          |          |    |        |          |        |
|  | Playoff 3/4 | Playoff 3/4 | Playoff 3/4 | Bronzekamp | Bronzekamp | Bronzekamp |            | 3          | Skotland | 10 |        |          |        |
|  |             |             |             |            |            |            |            | 3          | Skotland | 10 |        |          |        |
|  | 3           | Skotland    | 8           |            |            |            |            | 1          | Canada   | 9  |        |          |        |
|  | 4           | Sverige     | 3           |            |            |            |            |            |          |    | 4      | Sverige  | 6      |

| Playoff 1/2 | Playoff 1/2 |  | 1 | 2 | 3 | 4 | 5 | 6 | 7 | 8 | 9 | 10 | EE |  | Total |
| ----------- | ----------- |  | - | - | - | - | - | - | - | - | - | -- | -- |  | ----- |
| Canada      |             |  | 0 | 0 | 1 | 1 | 0 | 0 | 0 | 1 | 0 | X  | -  |  | 3     |
| Tyskland    |             |  | 0 | 0 | 0 | 0 | 0 | 1 | 1 | 0 | 4 | X  | -  |  | 6     |

| Playoff 3/4 | Playoff 3/4 |  | 1 | 2 | 3 | 4 | 5 | 6 | 7 | 8 | 9 | 10 | EE |  | Total |
| ----------- | ----------- |  | - | - | - | - | - | - | - | - | - | -- | -- |  | ----- |
| Skotland    |             |  | 1 | 0 | 2 | 0 | 3 | 0 | 2 | 0 | X | X  | -  |  | 8     |
| Sverige     |             |  | 0 | 1 | 0 | 0 | 0 | 1 | 0 | 1 | X | X  | -  |  | 3     |

| Semifinale | Semifinale |  | 1 | 2 | 3 | 4 | 5 | 6 | 7 | 8 | 9 | 10 | EE |  | Total |
| ---------- | ---------- |  | - | - | - | - | - | - | - | - | - | -- | -- |  | ----- |
| Skotland   |            |  | 0 | 1 | 2 | 0 | 3 | 1 | 3 | 0 | X | X  | -  |  | 10    |
| Canada     |            |  | 2 | 0 | 0 | 1 | 0 | 0 | 0 | 1 | X | X  | -  |  | 4     |

| Bronzekamp | Bronzekamp |  | 1 | 2 | 3 | 4 | 5 | 6 | 7 | 8 | 9 | 10 | EE |  | Total |
| ---------- | ---------- |  | - | - | - | - | - | - | - | - | - | -- | -- |  | ----- |
| Canada     |            |  | 0 | 1 | 1 | 1 | 0 | 4 | 0 | 0 | 2 | X  | -  |  | 9     |
| Sverige    |            |  | 1 | 0 | 0 | 0 | 1 | 0 | 3 | 1 | 0 | X  | -  |  | 6     |

| Finale   | Finale |  | 1 | 2 | 3 | 4 | 5 | 6 | 7 | 8 | 9 | 10 | EE |  | Total |
| -------- | ------ |  | - | - | - | - | - | - | - | - | - | -- | -- |  | ----- |
| Skotland |        |  | 0 | 2 | 0 | 1 | 0 | 2 | 0 | 0 | 0 | 1  | 0  |  | 6     |
| Tyskland |        |  | 1 | 0 | 2 | 0 | 1 | 0 | 1 | 1 | 0 | 0  | 2  |  | 8     |